# Gillette de Plancy
Gillette de Plancy ou Gilia de Plancy (née vers 1025 - † vers 1085) est la première dame de Plancy connue. Elle épouse Clarembaud Ier de Chappes et est la tige des maisons de Chappes et de Plancy.

## Biographie
Elle est la première dame de Plancy et de Baroville connue.
Il est possible qu'elle soit une fille d'Engelbert IV, comte de Brienne et de son épouse Pétronille (nom de famille inconnu).
Entre 1076 et 1090, alors veuve, elle fonde le prieuré de l'Abbaye-sous-Plancy en faveur de l'abbaye de Molesme.

## Mariage et enfants
Elle épouse Clarembaud Ier de Chappes, premier seigneur de Chappes connu, dont elle a au moins trois enfants :
- Gautier Ier de Chappes, qui succède à son père comme seigneur de Chappes ;
- Hugues Ier de Plancy, qui succède à sa mère comme seigneur de Plancy ;
- Hodierne de Chappes, citée comme sœur d'Hugues dans une charte faite entre 1076 et 1120 ;
- peut-être une autre fille non nommée, qui aurait épousé Geoffroi de Troyes, sénéchal du comte Hugues Ier de Champagne.

## Sources
- Marie Henry d'Arbois de Jubainville, Histoire des Ducs et Comtes de Champagne, 1865.
- Jean-Noël Mathieu, Les premiers seigneurs de Plancy, 2008.
- Edouard de Saint-Phalle, Les comtes de Brienne, 2017.
- Foundation for Medieval Genealogy.